# Governo al-Shāhed
Il Governo al-Shāhed è stato il 29º governo della Repubblica Tunisina, dichiarato il 20 agosto 2016. Il governo venne approvato il 27 agosto 2016 da una maggioranza di 167 dei 217 parlamentari totali dell'Assemblea dei rappresentanti.
Dopo un giro di consultazioni iniziate il 2 giugno 2016, per formare un governo di unità nazionale in seguito alla sfiducia del precedente esecutivo guidato da Habib Essid, Yūssef al-Shāhed fu nominato primo ministro tunisino dal Presidente della Tunisia Beji Caid Essebsi. 
Dopo aver ottenuto la fiducia parlamentare, al-Shāhed prestò giuramento insieme al governo presso il Palazzo presidenziale di Cartagine.
Formato da 26 ministri e 14 segretari di stato, comprendeva membri di Nidaa Tounes, Ennahda, Afek Tounes, Al-Massar, Al Joumhouri, El Moubadra, Alleanza Democratica ed indipendenti. Fu il secondo governo nominato dal presidente Essebsi. 
È rimasto in carica dal 27 agosto 2016 al 27 febbraio 2020 per un totale di 1279 giorni, ovvero 3 anni e 6 mesi. 
In seguito alla morte del presidente Beji Caid Essebsi, Mohamed Ennaceur lo sostituì come presidente ad interim fino alle elezioni presidenziali del 2019. Dal 13 ottobre 2019 divenne capo di Stato Kaïs Saïed.

## Composizione
| Carica                                                              | Nome e partito | Nome e partito | Nome e partito                         |
| ------------------------------------------------------------------- | -------------- | -------------- | -------------------------------------- |
| Primo ministro                                                      |                |                | Yūssef al-Shāhed (Nidaa Tounes)        |
| Ministro degli Interni                                              |                |                | Hédi Majdoub (Indipendente)            |
| Ministro della Difesa nazionale                                     |                |                | Farhat Horchani (Indipendente)         |
| Ministro della Giustizia                                            |                |                | Ghazi Jeribi (Indipendente)            |
| Ministro degli Affari Esteri                                        |                |                | Khemaies Jhinaoui (Nidaa Tounes)       |
| Ministro delle Finanze                                              |                |                | Lamia Zribi (Indipendente)             |
| Ministro degli Affari Religiosi                                     |                |                | Abdeljalil Ben Salem (Indipendente)    |
| Ministro dello Sviluppo, Investimento e Cooperazione Internazionale |                |                | Fadhel Abdelkefi (Indipendente)        |
| Ministro dell'Istruzione e dell'Educazione nazionale                |                |                | Néji Jalloul (Nidaa Tounes)            |
| Ministro dell'Istruzione Superiore e Ricerca Scientifica            |                |                | Slim Khalbous (Indipendente)           |
| Ministro del Lavoro e Formazione Professionale                      |                |                | Imed Hammami (Ennahda)                 |
| Ministro della Sanità pubblica                                      |                |                | Samira Merai (Afek Tunes)              |
| Ministro degli Affari Locali ed Ambiente                            |                |                | Riadh Mouakher (Afek Tunes)            |
| Ministro degli Affari Sociali                                       |                |                | Mohamed Trabelsi (Indipendente)        |
| Ministro degli Affari Culturali                                     |                |                | Mohamed Zine El Abidine (Indipendente) |
| Ministro degli Affari della Donna, della Famiglia e dell'Infanzia   |                |                | Néziha Labidi (Al Moubadara)           |
| Ministro dell'Industria e Commercio                                 |                |                | Zied Ladhari (Ennahda)                 |
| Ministro dell'Energia, delle Miniere e delle Energie rinnovabili    |                |                | Hela Cheikhrouhou (Indipendente)       |
| Ministro della Gioventù e Sport                                     |                |                | Majdouline Cherni (Nidaa Tounes)       |
| Ministro dei Trasporti                                              |                |                | Anis Ghedira (Nidaa Tounes)            |
| Ministro dell'Agricoltura, Risorse Idriche e Pesca                  |                |                | Samir Taïeb (Via Social Democratica)   |
| Ministro delle Infrastrutture                                       |                |                | Mohamed Salah Arfaoui (Indipendente)   |
| Ministro del Turismo ed Artigianato                                 |                |                | Selma Elloumi (Nidaa Tounes)           |
| Ministro delle Tecnologie e Comunicazione                           |                |                | Anouar Maârouf (Ennahda)               |

## Ministri senza portafoglio

### Relazioni con il Parlamento
| Ministro | Iyed Dahmani |

### Relazioni con la Società Civile e Diritti Umani
| Ministro | Mehdi Ben Gharbia |